# 녹둔도 사건
녹둔도 사건(鹿屯島事件)은 1587년에 여진족이 조선의 영토였던 녹둔도를 습격한 사건이다. 녹둔도 전투 또는 녹둔도 참변이라고도 불린다.

## 녹둔도의 지리
녹둔도는 조선과 건주 여진의 국경 지대인 함경도 경흥부(慶興府)에 속해 있던 두만강 하구의 섬이다. 1430년대에 세종대왕이 6진을 개척한 이후 조선의 영토가 되었으며, 북쪽으로 여진족이 있어서 섬 안에 토성과 6척 높이의 목책을 쳤고, 선조 대에 둔전이 조성되어 인근의 농민들이 배를 타고 오가며 농사를 짓던 곳이다.

## 경위

### 배경
1583년 12월, 현지 군사들의 군량(軍糧)이 부족하자 녹둔도에 둔전(屯田)을 설치하여 군량을 해결하자는 순찰사 정언신(鄭彦信)의 건의를 받아들여 부사(府使) 원호(元豪)의 주관 하에 둔전을 실시하였고, 병사 약간을 두어 방비하도록 하였다. 그러나, 이 섬은 여진족 지역과 가깝고 그들의 침탈 가능성이 높아 적은 수의 군사가 지키기에는 문제가 있었다.

### 전개
1587년, 조산만호(造山萬戶) 이순신(李舜臣)에게 녹둔도의 둔전을 관리하도록 하여 그해 가을 풍년이 들었다. 이순신이 경흥부사(慶興府使) 이경록(李慶祿)과 함께 군대를 인솔하고 녹둔도로 가서 추수를 하는 사이에 추도(楸島)에 살고 있던 여진족이 갑자기 침입하여 전투가 벌어졌다.
이 전투에서 책루(柵壘)를 지키고 있던 수장(戍將) 오형(吳享)과 임경번(林景藩) 등 조선군 11명이 죽고, 160여 명이 잡혀갔으며 ,15필의 말도 약탈당했다. 호추(胡酋) 마니응개(亇尼應介)는 참루(塹壘)를 뛰어넘어 들어오다가 수장(戍將) 이몽서(李夢瑞)에게 사살되었다. 이에 이순신과 이경록이 반격을 가하여 적 3인의 머리를 베고 포로된 사람 60여 인을 빼앗아 돌아왔다.

### 수습
이 사건으로 인해 북병사(北兵使) 이일(李鎰)은 이순신에게 그 책임을 물으려 하였으나, 이순신은 죽음을 면하고 백의종군(白衣從軍)하게 되었다.
1588년 1월, 북병사 이일은 400여 명의 군사를 이끌고 여진족의 본거지인 추도를 기습 공격하여, 200여 호를 불태우고, 적 380여 명을 죽였으며, 말 30필, 소 20두를 획득하는 큰 전과를 올렸다. 이때 이순신은 백의종군하에서 여진족의 우을기내(于乙其乃)를 꾀어내어 잡은 공으로 사면을 받아 복직되었다.

## 같이 보기
- 녹둔도
- 시전부락 전투
- 이순신
- 이경록
- 우을기내
- 맛니응개
- 이일
- 여진족
- 대한제국 러시아 국경분쟁